# Vezin-le-Coquet
Vezin-le-Coquet (tiếng Breton: Gwezin, Gallo: Bezein) là một xã của tỉnh Ille-et-Vilaine, thuộc vùng Bretagne, miền tây bắc nước Pháp.

## Dân số
Người dân ở Vezin-le-Coquet được gọi là Vezinois.
| 1962                                            | 1968 | 1975 | 1982 | 1990 | 1999 | 2006 |
| ----------------------------------------------- | ---- | ---- | ---- | ---- | ---- | ---- |
| 839                                             | 1596 | 2207 | 2731 | 3268 | 4029 | 3809 |
| Starting in 1962: Population without duplicates |      |      |      |      |      |      |